# Богомолець Ольга Вадимівна
О́льга Вади́мівна Богомо́лець (нар. 22 березня 1966) — українська політична і громадська діячка, лікар-дерматолог. Народний депутат України (2014—2019). Кандидат у Президенти України на виборах 2014 року і 2019 року. Заслужений лікар України, доктор медичних наук (2003), професор (2007). Доктор філософських наук (2018). Головна лікарка Інституту дерматології та косметології, особиста лікарка Віктора Ющенка (2004—2005). Координатор Європейської асоціації лазерної дерматології у Східній Європі, член Американської академії дерматології, Європейської академії дерматології та венерології. Меценат, засновниця і власниця комплексу «Замок Радомисль», фундаторка музею української домашньої ікони та старожитностей «Душа України». Авторка понад 70 наукових праць і 14 патентів на винаходи у сфері дерматології. Капітан запасу медичної служби. Співачка, лауреат українських музичних конкурсів.

## Біографія
Народилася у лікарській родині. Мати — Катерина Олегівна Богомолець (1939—2013), батько — Вадим Якимович Березовський (1932—2020), доктор медичних наук, професор, завідувач відділу клінічної патофізіології Інституту фізіології імені О. О. Богомольця НАН України.

### Родовід
Ольга Богомолець належить до чернігівської гілки стародавнього литовсько-руського роду Оліферович-Богомольців. Рід походить з Вітебського воєводства Великого князівства Литовського. За збереженим письмовими джерелами, історія роду простежується до середини XV століття.
Медична династія Богомольців — одна з найстаріших в Україні. Існує з другої половини XIX століття. На сьогоднішній день вона нараховує шість поколінь.
Докладніше про рід Богомольців читайте тут: Богомольці

### Освіта
1989 року закінчила з відзнакою Київський медичний інститут ім. О. О. Богомольця за спеціальністю «Лікувальна справа». У 1989–1991 роках проходила клінічну ординатуру в Українському державному інституті удосконалення лікарів. 1993 року захистила кандидатську дисертацію.
У 1993–1994 роках навчалася в США, прослухала курс екологічної дерматології в Пенсильванському університеті та курс навчання в Інституті дерматопатології Бернарда Аккермана (Bernard Ackerman's Institute for Dermatopathology at Thomas Jefferson University). 
2001 року закінчила Національний педагогічний університет імені М. П. Драгоманова. Здобула спеціальність практичного психолога. 
2003 року в Національному медичному університеті здобула докторський ступінь з медичних наук за спеціальністю «Шкірні та венеричні хвороби». Тема докторської дисертації: «Судинні невуси: патогенез, діагностика, лікування».
З 20 лютого 2007 року — професорка кафедри дерматології та венерології Київського національного медичного університету імені О. О. Богомольця. Авторка понад 70 наукових праць і 14 патентів на винаходи у сфері лікування шкірних захворювань.
У грудні 2014 року пройшла курси Української військово-медичної академії Міністерства оборони України «Актуальні питання організації медичного забезпечення військ». З 7 по 19 червня 2015 року пройшла курси мирного посередництва (Peace Mediation Course), організовані Швейцарським федеральним департаментом закордонних справ спільно з Проєктом підтримки мирного посередництва Центру досліджень проблем безпеки (Цюрих, Швейцарія).
У 2018 році захистила другу докторську дисертацію з філософії на тему «Українська домашня ікона» за спеціальністю українознавство.

### Медична діяльність
Працювала лікаркою-дерматологом Київського міського шкірно-венерологічного диспансеру (1989—1991), завідувачкою відділення гістопатології шкіри Київського обласного шкірно-венерологічного диспансеру (1995—2000), лікаркою-дерматовенерологинею Київського міського шкірно-венерологічного диспансеру (2000—2002).
У 1991—1995 роках була старшою науковою співробітницею лабораторії радіаційної патології Міністерства охорони здоров'я України. Одночасно, у 1992—1994 роках працювала консультанткою-дерматологинею «Регістру» МВС України в зоні Чорнобильської АЕС.
Заснувала Клініку лазерної медицини доктора Богомолець, відому як Інститут дерматології та косметології доктора Ольги Богомолець. Працювала головною лікаркою цього Інституту (2003—2014 і з 2019 понині).
З грудня 2004 року до жовтня 2005 року була особистою лікаркою Віктора Ющенка.
22 листопада 2008 року в Брюсселі приєднала Україну до всесвітньої програми «Євромеланома», основною метою якої є проведення заходів, спрямованих на подолання високого рівня смертності від меланоми. Серед них — організація щорічного «Дня меланоми» з безкоштовним оглядом населення. За 12 років (2009—2021) проєкту в Україні оглянуто 475 966 осіб, серед яких виявлено 1497 випадків меланоми і 4246 випадків раку шкіри.
У 2009 році була організаторкою Всеукраїнського благодійного Марафону здоров'я з обстеженням дітей-сиріт на предмет виявлення меланоми у 26 найбільших містах України. За час марафону оглянуто 61 553 дитини, з яких 1200 поставлено на диспансерний огляд.

## Творчість

### Співачка
Авторка-виконавиця сучасних та старовинних українських романсів, пісень на вірші Л. Кисельова, Л. Костенко, О. Теліги, М. Вінграновського, Я. Лесева, В. Стуса, Є. Сверстюка та на власні вірші.
Лауреатка III Всеукраїнського фестивалю авторської пісні та співаної поезії «Оберіг» (1991, м. Луцьк), Міжнародного фестивалю «Сопот» (1991, Польща), володарка спеціального призу радіостанції «Свобода» (Вашингтон — Мюнхен) (1991), премії ім. Василя Стуса (1992), лауреатка Слов'янського фестивалю авторської пісні «Білі вітрила» (1992, м. Київ).
Виступала з сольними концертами в Києві, Харкові, Львові, Полтаві, Тернополі, Івано-Франківську та інших містах, а також у США, Франції, Швеції, Німеччині, Польщі, країнах Балтії.
«Володарка оксамитового голосу», як охрестила її музична преса, не боїться експериментувати. Окрім традиційного виконання романсів у супроводі гітари, вона пробує нові форми звучання: у супроводі флейти, саксофону, камерного струнного оркестру. Її романси звучали навіть у джазовій обробці.[ангажоване джерело]
З 1992 року проводить благодійні концерти, гроші від яких передавалися на спорудження пам'ятника Т. Г. Шевченку в м. Сколе, до дитячого будинку «Малятко», на харчування бідних, на лікування постраждалих від Чорнобильської аварії. 
У липні — вересні 2007 року Ольга Богомолець здійснила благодійний концертний тур виправними закладами України.

### Творчі відзнаки
- Лауреатка III Всеукраїнського фестивалю авторської пісні та співаної поезії «Оберіг» (1991, м. Луцьк);
- Лауреатка Міжнародного фестивалю «Сопот» (1991, Польща);
- Володарка спеціального призу радіостанції «Свобода» (Вашингтон — Мюнхен) (1991);
- Лауреатка Премії імені Василя Стуса (1992);
- Лауреатка Слов'янського фестивалю авторської пісні «Білі вітрила» (1992, м. Київ).

### Дискографія
- 1997 — Осінній день…
- 2001 — Кайрос (Kairos)
- 2006 — Нас двоє
- 2010 — По-лицю-дощ
- 2010 — Гіацинтове сонце

### Відгуки
Ліна Костенко — поетеса-шістдесятниця, лауреатка Шевченківської премії (1987):
|  | Ще тут в залі є Ольга Богомолець, про котру треба писати поему. Я дуже вдячна, що вона почула мої поеми. А який голос! |

## Громадська діяльність, благодійність
- Медична волонтерка студентської Революції на граніті (Україна, Київ) (1991) [15]
- Консультантка-волонтерка з обстеження і лікування особистого складу МВС в зоні ураження Чорнобильської катастрофи (1991–1993)
- З 1991 року — організаторка та учасниця понад 60 благодійних концертів з метою підтримки незахищених верств населення та захисту культурної та історичної спадщини України.
- З 2004 року — організаторка виставок українських домашніх ікон, яких у її колекції налічується понад 5 000 екземплярів, з метою популяризації української культури як всередині держави, так і за її межами.
- 2008 р. — Інститут дерматокосметології доктора Богомолець став членом Ліги меценатства і сприяння українознавству Міжнародної асоціації «Україна та світове українство»
- 30.09.2011 p. — у місті Радомишль Житомирської області відкрито заснований Ольгою Богомолець історико-культурний комплекс «Замок Радомисль» з єдиним у світі Музеєм української домашньої ікони; водночас це найбільша в Європі експозиція українського сакрального мистецтва.
- Засновниця благодійних фестивалів «Музика Шопена просто неба», «Аристократична Україна». Кошти від них спрямовуються на допомогу родинам загиблих учасників Революції Гідності і захисників України від російської агресії.
- Засновниця Міжнародного фестивалю культурної дипломатії «Via Regia Україна»
- Засновниця артголу «Кайрос» — мистецької галереї в центрі Києва
- Організаторка і координаторка медичної служби Майдану під час Помаранчевої революції (2004—2005) та Революції гідності (2013—2014).
- Авторка та ініціаторка створення платформи громадського здоров'я «Україна 80+», мета якої – збільшити тривалість життя українських громадян до 80 років (2014—2015)
- Ініціаторка громадської платформи «Люди допомагають людям» – прямої адресної допомоги сім'ям загиблих учасників Революції гідності та солдатам, які віддали життя, захищаючи Україну в ході збройного конфлікту на Донбасі (2014—2015)
- Активний борець з незаконною забудовою історичних та культурних пам'яток України
- Організаторка та координаторка Всеукраїнського благодійного Марафону здоров’я і Днів меланоми.
- Ініціаторка створення Школи патріотів «Нові лідери єдиної країни»[16].

### Боротьба проти рейдерства
У травні 2011 року депутат Радомишльської райради Роман Руденко заявляв, що Богомолець «привласнила» берег річки і позбавила можливості проходу до місця відпочинку місцевих жителів.. Однак слідство встановило, що за цією заявою крилася спроба рейдерського захоплення історико-культурного комплексу «Замок-музей Радомисль», котрий на той момент уже діяв. Руденко також неодноразово загрожував фізичною розправою самій Ользі Богомолець та членам її родини. Крім того, він зніс частину паркану, який відгороджував «Замок-музей Радомисль». Суд однак виніс рішення на користь Ольги Богомолець і зобов'язав руйнівника паркану відновити його власним коштом.

### Політична кар'єра

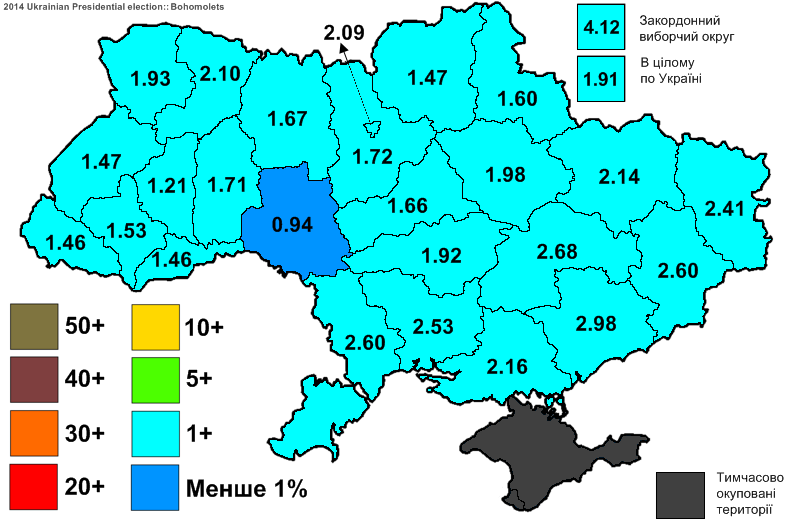
Підтримка Богомолець на виборах Президента України 2014.

- 2005—2008 роки — депутатка Київської міської ради. На вибори 2005 року пройшла до Київради за списком «Нашої України» у першій п'ятірці під № 3, в 2006 році перейшла у фракцію «Столичні реформи», яка, в свою чергу, була частиною більшості Леоніда Черновецького. Очолювала постійну комісію з охорони здоров'я та соціального захисту Київської міської ради. Однак у 2008 році заявила про свій вихід з депутатського корпусу Київради[18][19][20][21]
- Брала активну участь в організації медичної служби й медичному забезпеченні київського Євромайдану під час Революції Гідності в Україні. Організаторка і керівниця «Центру координації реабілітації поранених на Майданах України»[22][23][24].
- У 2014 році балотувалась на посаду Президента України, набравши 1,91 % голосів. Її підтримала Соціалістична партія України[25]
- 1 вересня 2014 року призначена позаштатною радницею Президента України з гуманітарних питань.[10][26][27]
- 26 жовтня 2014 року обрана народною депутаткою України за списком Блоку Петра Порошенка. Очолила парламентський комітет з питань охорони здоров'я.[10] На чолі комітету виступала з критикою політики в.о. міністра охорони здоров'я Уляни Супрун та запроваджуваної нею медичної реформи.[28]
- 2015 рік — координаторка з питань створення першої в Україні Військово-медичної доктрини[10].
- 18 січня 2019 року Центральна виборча комісія (ЦВК) України зареєструвала депутатку Верховної Ради України від фракції «Блок Петра Порошенка» Ольгу Богомолець кандидаткою в Президенти на вибори 31 березня[29].
- 11 березня 2019 року Національне антикорупційне бюро України (НАБУ) відкрило кримінальне провадження за фактом можливого декларування недостовірної інформації Ольгою Богомолець[30].

За час парламентської діяльності Ольга Богомолець розробила низку законопроєктів, шість з яких були прийняті та підписані Президентом України. А саме:
- «Про внесення змін до Закону України „Про статус ветеранів війни, гарантії їх соціального захисту“ щодо посилення соціального захисту учасників антитерористичної операції, учасників Революції Гідності та членів сімей загиблих таких осіб»[31];
- «Про внесення зміни до Податкового кодексу України щодо звільнення від оподаткування деяких лікарських засобів та медичних виробів»[32];
- «Про внесення змін до статті 11 Закону України „Про соціальний і правовий захист військовослужбовців та членів їх сімей“ щодо супроводження військовослужбовців при продовженні лікування у санаторно-курортних закладах»[33];
- «Про внесення змін до деяких законодавчих актів України щодо надання психіатричної допомоги»[34];
- «Про внесення змін до статті 23 Закону України „Про мобілізаційну підготовку та мобілізацію“ щодо звільнення від призову на військову службу під час мобілізації близьких родичів осіб, які загинули під час безпосередньої участі в антитерористичній операції»[35];
- Про внесення змін до деяких законодавчих актів України щодо застосування трансплантації анатомічних матеріалів людини"[36].

## Підприємницька діяльність
- Має власну клініку[37].

## Сім'я
- Правнучка академіка Олександра Богомольця.
- Батько: Вадим Акимович Березовський (1932—2020)[38] — доктор медичних наук, професор Інституту фізіології НАН України.
- Мати: Богомолець Катерина Олегівна (1937—2013)
- Чоловік: Ігор Вікторович Кирилюк[39][40], адвокат[41], к.ю.н. (2012)[42], президент адвокатської фірми «Паритет»[43].

- Діти: Андрій, Катерина, Анна, Софія

## Нагороди
- 1996 — Почесна нагорода «За Гуманізм» Союзу Чорнобиль
- 1998 — Почесний диплом видання «Життя славетних людей» Американського бібліографічного інституту
- 2000 — Пам'ятний знак Академії МВС
- 2004 — «Вибір року»
- 2004 — Подяка Незалежної ради з питань якості медичної допомоги
- 2005 — Орден св. великомучениці Варвари (УПЦ КП)
- 2008 — Орден Святого Рівноапостольного Князя Володимира 3 ст. (УПЦ КП)
- 2009 — Орден Пресвятої Богородиці
- 2012 — Орден ікони Богородиці Почаївської (УПЦ МП)
- 2013 — Орден Святої Рівноапостольної Ольги (УПЦ МП)
- 2013 — Відзнака "Гордість медицини України" громадської організації "Український медичний клуб"
- 2014 — Медаль "За збереження історії" громадської організації ветеранів та працівників силових структур України "Звитяга"
- 2014 — Премія Фундації Леха Валенси
- 2016 — Орден Святої Рівноапостольної княгині Ольги (УПЦ КП)
- 2017 — Відзнака "За врятовані життя" Всеукраїнського об'єднання "Країна"
- 2018 — Медаль ім. О. О. Богомольця громадської організації "Академія наук вищої освіти України"
- 2019 — Медаль "За жертовність" (УПЦ КП)